# Гирнік
Гирнік (рум. Gârnic) — село у повіті Караш-Северін в Румунії. Входить до складу комуни Гирнік.
Село розташоване на відстані 342 км на захід від Бухареста, 61 км на південь від Решиці, 120 км на південь від Тімішоари.

## Населення
За даними перепису населення 2002 року у селі проживали 524 особи.
Національний склад населення села:
| Національність | Кількість осіб | Відсоток |
| -------------- | -------------- | -------- |
| чехи           | 513            | 97,9%    |
| румуни         | 11             | 2,1%     |

Рідною мовою назвали:
| Мова      | Кількість осіб | Відсоток |
| --------- | -------------- | -------- |
| чеська    | 513            | 97,9%    |
| румунська | 11             | 2,1%     |